# Hemianemia aspera
Hemianemia aspera là một loài dương xỉ trong họ Anemiaceae. Loài này được Fée C.F. Reed mô tả khoa học đầu tiên năm 1948.